# Barajul Stratos
Barajul Stratos (Υδροηλεκτρικό φράγμα του Στράτου - greacă - Ydroilektriko fragma tou Stratou) este construit pe cursul râului Aheloos din Grecia. Localizat în amonte de localitatea Stratos, barajul de pământ a fost construit între 1981 și 1988 și are o înălțime de 26 m. Hidrocentrala este dotată cu 2 turbine Francis cu o capacitate de 75 MW fiecare și 2 de 3.35 MW de tip S-Turbine.